# Tomás Mur
Tomás Mur (Zaragoza, España, 20 de enero de 1855 - ¿?, siglo XX) fue un pintor, escultor y arquitecto español que trabajó en Cuba y en Centroamérica en donde realizó varios monumentos, como el de Cristóbal Colón que fue inaugurado en 1896 y que originalmente estuvo localizado en la Plaza de Armas de la Ciudad de Guatemala.

## Obras

### Literatura
Mur escribió la comedia en verso El día del deposorio, la cual fue un éxito tanto en Madrid como en Guatemala, donde se presentó en 1893 en el Teatro Colón.

### Escultura

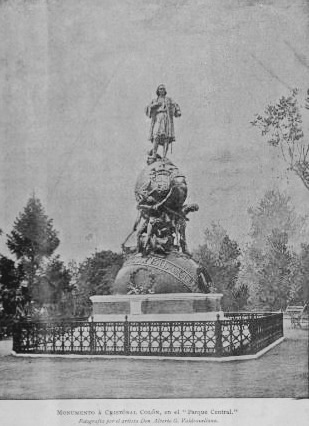
Monumento a Cristóbal Colón; obra construida en 1896. Fotografía de Alberto G. Valdeavellano.

Monumento a Cristóbal Colón: construido entre 1893 y 1896, le reportó una insignificante ganancia con la que apenas pudo cubrir sus gastos debido que el trabajo estaba originalmente contemplado para un año de trabajo.  El gobierno de Guatemala, había pedido a España e Italia proyectos de monumentos para Cristóbal Colón, pero no quedó satisfecho con ninguno de ellos; por ese entonces arribó a Guatemala el escultor Mur y su proyecto dejó impresionado al presidente José María Reina Barrios, al punto que éste de inmediato le encargó el proyecto.  El mundo era original en el sendito de que no utilizó una columna para colocar en el tope de la misma al navegante genovés; el mundo antiguo, incompleto, está representado por el hemisferio que forma la base del monumento y en el que destacan tres figuras colosales que representan a la Paciencia, la Ciencia y el Valor -fuerzas a las que Colón debió su triunfo. Estas figuras con gran esfuerzo logran hacer surgir el Mundo Nuevo, luchando contra la tradición y la ignorancia. Sobre el globo terráqueo que Colón completó, se destaca una enorme figura del descubridor de América, radiante por su triunfo y señalando no el mundo soñado, sino el mundo real y positivo que acaba de descubrir.

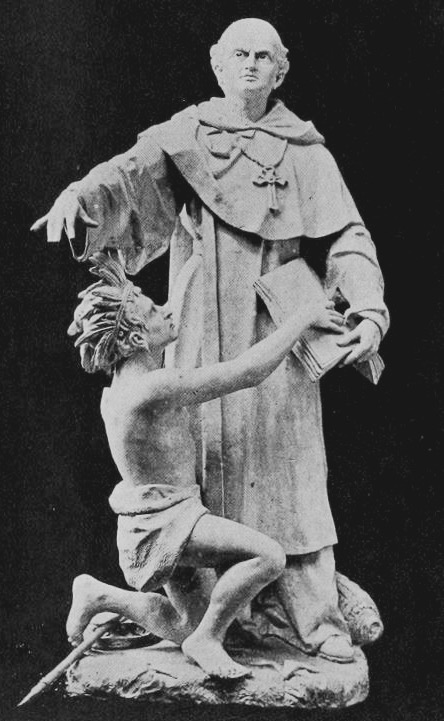
Monumento a Bartolomé de las Casas, O.P.; obra construida entre 1892 y 1893. Fotografía de La Ilustración del Pacífico.

Estatua de Bartolomé de las Casas: como parte de las celebraciones del cuarto centenario del Descubrimiento de América, la colonia española quiso regalarle a Guatemala un monumento que conmemorara el descubrimiento, y ordenó a Tomás Mur una escultura del fraile Bartolomé de las Casas, O.P., intentando quizás, suavizar el tema de la conquista, recordando que no todo el territorio guatemalteco se había ocupado con la fuerza de las armas sino que también mediante la doctrina como hizo Las Casas durante las Capitulaciones de Tezulutlán. El lugar designado para este hermoso monumento fue una plazoleta al frente del suntuoso edificio de la Escuela Normal de Indígenas, de reciente fundación, en terrenos del parque de La Reforma.  El monumento en bronce fue colocado frente a la Escuela Agrícola de Indígenas -que había sido construida en 1892 en el paseo de La Reforma-. El fraile estaba de pie: los contornos del cráneo resaltando la capacidad del pensaor y las mandíbulas poderosas representan al batallador; llevaba en las manos el libro de su fe, con el que se proponía catequizar al indígena y extendía su mano derecha protectora sobre un niño k'achikel que buscaba refugio en brazos del fraile, de rodillas. Estuvo frente a la Escuela Agrícola de Indígenas hasta que la misma fue destruida por los terremotos de 1917-1918 que asolaron a la ciudad de Guatemala; tras los terremotos, fue traslada al atrio del templo de Santo Domingo en la Ciudad de Guatemala.
Monumento de la República de Guatemala:  encargado por el gobierno del general José María Reina Barrios, y merecedor del primer lugar en la categoría de escultura en la Exposición Centroamericana de 1897, quedó únicamente como proyecto tras el colapso económico que siguió a dicha exposición y al asesinato del general Reina Barrios el 8 de febrero de 1898. Posteriormente, fue construido a finales de la década de 1900 por el gobierno del licenciado Manuel Estrada Cabrera.

### Pintura

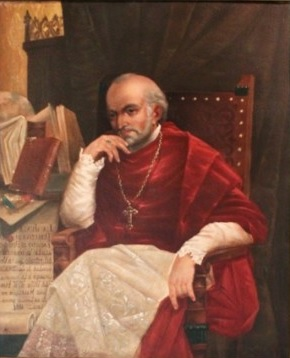
Pintura del obispo Francisco Marroquín, realizada por Mur en 1894.

En Costa Rica, en donde residía en 1892, publicó la primera caricatura que se publicó en un semanario de ese país. En el periódico El diario español, periódico independiente, ilustrado y de caricaturas, publicó un dibujo humorístico en el que censuraba los procedimientos dictatoriales del entonces presidente de Costa Rica, José Joaquín Rodríguez Zeledón quien lo obligó a abandonar el país.
En 1894, Mur realizó dos pinturas estando en Guatemala: las del obispo Francisco Marroquín y la del capitán Crespo Suárez, fundadores de la Universidad de San Carlos de Guatemala, las cuales realizó por encargo de la Escuela Facultativa de Derecho y Notariado, en donde se exhibieron sus obras.  Las obras las realizó basándose en pinturas al óleo que se habían realizado en la época de la Colonia española en Guatemala; al obispo lo representó con semblante relajado, tranquilo y reflexivo, inclinado hacia su mano derecha como quien fue testigo de acontecimientos tan trascendentales como los de la Conquista de Guatemala.  Por su parte, al tesorero Crespo Suárez lo representó delgado, con fisonomía altiva y guerrera que revela a quien realizar labor academémica y militar simultáneamente. En el siglo xxi, estas pinturas se encuentran en el Museo de la Universidad de San Carlos en el Centro Histórico de la Ciudad de Guatemala.
Mur vivió en Guatemala hasta 1901, cuando fue expulsado del país por hacer una caricatura contra el entonces presidente, licenciado Manuel Estrada Cabrera; al salir de Guatemala se dirigió a Cuba, en donde realizó importantes obras arquitectónicas.

### Arquitectura
También en la Exposición Centroamericana de 1897, resultó vencedor en la categoría de arquitectura con su diseño del Teatro de Santa Ana, el cual también fue archivado por falta de fondos. En 1904, construyó el edificio de El Diario de la Marina en La Habana, Cuba, y el 23 de marzo de 1907 finalizó la construcción de la Lonja del Comercio de La Habana, cuyo objetivo era fabricar una casa-palacio de contratación para el comercio en general, especialmente, en víveres; este edificio consta de cinco plantas, una cúpula coronada por una escultura de Mercurio en bronce y un amplio portal con arcadas.

## Muerte
Ninguna bibliografía indica cuándo o dónde murió Tomás Mur, aunque se cree que pudo haber sido en Cuba, Honduras o México.